# Sihja, Rebellälvan
Sihja, Rebellälvan (finska: Sihja – kapinaa ilmassa) är en finländsk familjefilm från 2021 i regi av Marja Pyykkö efter ett manus av Kirsikka Saari och Jenni Toivoniemi. Filmen hade biopremiär i Finland den 5 augusti 2022.

## Handling
Alfred är en ensam stadspojke som älskar fjärilar. Efter sommarlovet i stan hittar Alfred en skogsälva med krulligt hår i bilens bagageutrymme. Hon är sprallig och Alfred tycker om henne. Sihja är en dåligt uppfostrad men fängslande älva som Alfred vågar flyga med. Alfreds föräldrar Riia och Eerik undrar över flickans vanor, men är glada över att pojken äntligen har hittat en kompis. Gammel-Eerik jobbar på en konstgödselfabrik som drivs av Lisbeth Lukinmaa och som det går dåligt för. Familjens granne Perttu Nikkinen utvecklar ett nytt Mirakulaus-gödselmedel som samtidigt dödar ogräs. De hoppas att fabriken ska kunna räddas. Sihja och Alfred ger sig ut på ett äventyr när de får reda på varför döda fåglar börjar hittas på stadens gator. Med uppfinningsrik handling och bevingad av älvorna lyckas barnen förhindra en miljökatastrof.

## Rollista
- Elina Patrakka – Sihja
- Justus Hentula – Alfred
- Pirjo Lonka – Lisbeth
- Elmer Bäck – Eerik
- Elena Leeve – Riia
- Eero Ritala – Perttu
- Paola Bärlund – Emma
- Keijo Kuivanen – Veijo
- Ville Mononen – leverantör
- Matti Laine – nyhetsläsare i bilradio / rösten från Mirakulaus-reklamen
- Misa Palander – moster
- Riitta Sjövall – Aune
- Mikael Pelto – byggarbetare

## Produktion
Filmen producerades av Tuffi Films i samproduktion med nederländska Windmill Film och norska Den Sista Skilling med produktionsstöd av bland annat Finlands filmstiftelse, Eurimages, Nederländska filmfonden, Norska filminstitutet och Nordisk Film & TV Fond med en budget på 2 921 000 euro, varav Finlands filmstiftelse stod för 907 800 euro och blev därmed den dyraste finska familjefilmen genom tiderna.

## Mottagande
Filmen var produktionsbolagets Tuffi Films dyraste produktion men eftersom den inte blev den kommersiella framgången man hade hoppats på ansökte bolaget i oktober om omstrukturering.